# 73693 Доршнер
73693 Доршнер  (73693 Dorschner) — астероїд головного поясу, відкритий 12 вересня 1991 року.
Тіссеранів параметр щодо Юпітера — 3,174.